# Fear Factory
Fear Factory – amerykańska grupa muzyczna wykonująca industrial death metal.

## Historia

### Początki (1989)

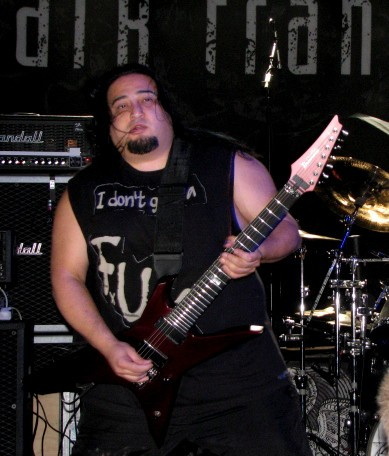
Dino Cazares, 2008

Perkusista Raymond Herrera często uzupełniał swoją kolekcję płytową w sklepie muzycznym, w którym pracował gitarzysta Dino Cazares. Tenże wkrótce dołączył do zespołu Raymonda, Extreme Death, który powoli zaczął przekształcać się w Fear Factory (pol. dosł. Fabryka Strachu). Zespół powstał w 1989 roku w Los Angeles pod nazwą Ulceration. Rok później formacja przyjęła nazwę Fear Factory. Pierwszym krokiem było usunięcie pozostałych członków zespołu, drugim – rozpoczęcie poszukiwań chętnych do współpracy muzyków. Przyszły, choć jeszcze wtedy nieświadomy swoich możliwości wokalnych, frontman Fear Factory Burton Bell, wynajął pokój w tym samym domu co Dino. Tak wspomina Cazares: „Słuchaliśmy podobnej industrialnej muzyki, np. Skinny Puppy, Godflesh, Head Of David (zespół przedstawił cover Head Of David na LP Demanufacture pt. „Dog Day Sunrise”)”. W tym czasie Burton przewodził zespołowi Hateface grającemu w stylu grupy Helmet. Dino: „Poprosiłem Burta, żeby przyszedł na naszą próbę i spróbował śpiewać z nami. Wiedziałem, że ma talent, choć nie stwierdziłem, by był tego świadomy. Cały czas powtarzałem: możesz to zrobić, no spróbuj.” W Los Angeles w 1990 roku bogiem było Guns N’ Roses. Ulice zalewały tłumy przybranych w bandanki harleyowców. Takiemu zespołowi jak Fear Factory trudno było znaleźć miejsce na koncerty. Burton: „Nie pasowaliśmy do żadnej sceny, ani deathowej, ani rockowej.” Fear Factory zaczęło grać partyzanckie koncerty na tyłach domów znajomych. Dino: „Te imprezy stały się w pewnym momencie masowe. Jakiś dzieciak chciał mieć superimprezę na swoim podwórku, pobierał 2,3-dolarowe opłaty za wstęp. Powstawały w ten sposób małe sceny z oświetleniem i nagłośnieniem, gdzie można było grać nawet dla 500 osób. A ponieważ takie koncerty odbywały się z dala od miejsc, gdzie policja byłaby skłonna do interwencji, nic i nikt nie zakłócał ich przebiegu.”
Pierwsze właściwe demo Fear Factory zostało wyprodukowane przez Rossa Robinsona, późniejszego „mistrza” nu metalu i odkrywcę grupy KoRn. Dwie pierwsze demówki nie nadawały się do niczego, ciekawe jest to, że jedną z nich wyprodukował Billy Gould, basista Faith No More. „Było okropne” – ze śmiechem wspomina Dino; „Miało gotyckie brzmienie” – krzywi się po czasie Burton. Przełomowy materiał powstał w studio należącym do Blackie’ego Lawlessa (W.A.S.P.). „Przychodziliśmy późno w nocy aby wykraść trochę czasu przeznaczonego na nagrania. Nasz ówczesny basista nawet ukradł Blackie’emu trochę sprzętu. Wykombinowaliśmy, że skoro to jest Blackie Lawless, który grał w W.A.S.P., to może on sobie na to pozwolić.” Współpraca z Robinsonem skończyła się, demo zostało z pożytkiem wykorzystane później przez obie strony. Dzięki tej taśmie Fear Factory podpisało kontrakt z wytwórnią Roadrunner Records, a Robinson oczarował nią muzyków Korn. „Wiem, że Ross prezentował ją zespołom takim jak Coal Chamber czy Korn. Mówił im – spójrzcie jakie są moje możliwości, to samo mogę zrobić dla was. Podobno muzycy Korn ‘odlecieli’ słuchając naszych gitar. Oto kawałek historii” – powiedział Dino.

### Soul of a New Machine(1992)

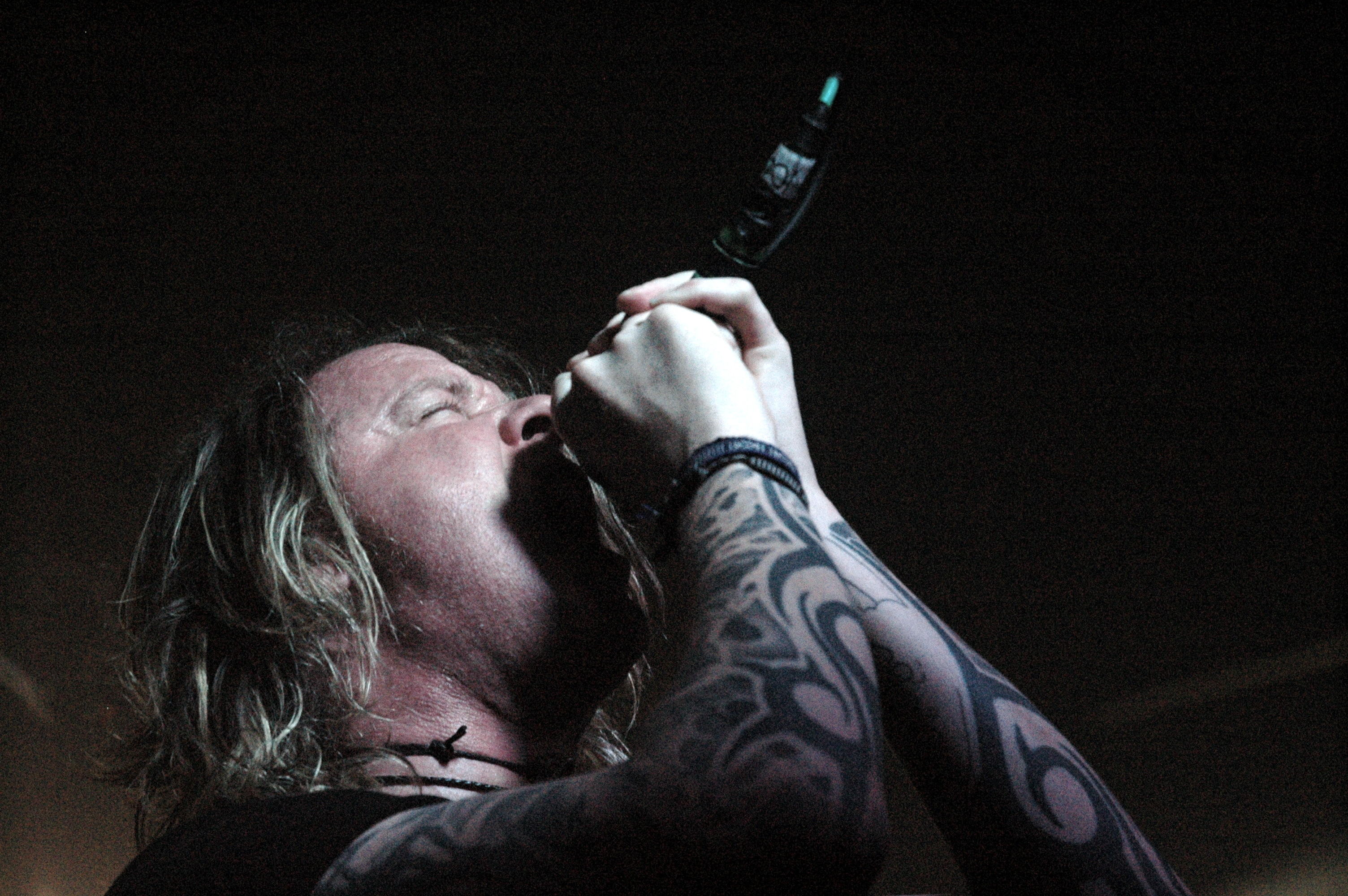
Burton Bell, 2010

Wydawnictwo Soul of a New Machine zostało wyprodukowane przez Colina Richardsona i wydane w 1992 roku wzbudzając zachwyt zarówno krytyki, jak i słuchaczy. Materiał łączył energię death metalu ze szczyptą elektroniki. Burt oprócz charakterystycznego growlu próbował także śpiewać czystym głosem, ale nie wychodzi mu to jeszcze tak udanie jak na kolejnych płytach. Płyta stała się najlepiej sprzedającym debiutem w historii Roadrunnera (do czasu Burn My Eyes Machine Head).
Fear Factory przeszło chrzest bojowy w styczniu 1993 roku, grając 30-dniową i 30-koncertową trasę u boku Brutal Truth. „Trasa była fantastycznym doświadczeniem dla nas, choć byliśmy całkowitymi amatorami. Nie mieliśmy o niczym pojęcia. Straciłem głos już podczas pierwszego koncertu!” – opowiada Burton. Wkrótce zespół – o wzmocnionym składzie, bo uzupełnionym o basistę Andrew Shivesa i klawiszowca Reynora Diego – opanował sztukę przetrwania na trasie. „Nie byliśmy wcześniej w Europie, nie byliśmy na nic przygotowani. Zabawne, że w pierwszą trasę ruszyliśmy z Brutal Truth (pol. dosł. ‘brutalna prawda’), bo właśnie z tym się na niej zetknęliśmy.” Wydając w 1993 roku album z remiksami Fear Is the Mindkiller zespół wykazał się sporą odwagą. Tego typu przedsięwzięcia artystyczne – utwory w stylistyce death metalowej poddane elektronicznej obróbce – nie cieszyły się uznaniem. Dino: „Wtedy właśnie odkryłem europejską muzykę w rodzaju The Prodigy czy Meat Beat Manifesto. Chciałem połączyć brzmienie techno z tym, co wcześniej stworzyliśmy. Efekt był szokujący, wtedy na metalowej scenie, techno było swego rodzaju tabu.” W lecie 1993 roku Fear Factory stawiło czoła największej publiczności, z jaką miało dotychczas do czynienia – 80 tysiącom ludzi na Dynamo Festival. Basiści w składzie FF zmieniali się niezwykle często, dopóki w 1994 roku do zespołu nie dołączył urodzony w Belgii Christian Olde Wolbers. Tak wspomina Cesares: „Jeden uzależnił się od narkotyków, drugi był dupkiem i nie mógł się z nami dogadać. Fear Factory to byłem ja, Burt i Raymond, nigdy nie mieliśmy nawet stałego klawiszowca. Ale kiedy doszedł do nas Christian, staliśmy się całością. Christian przyjechał do Stanów na wakacje, planował też dostać się do jakiegoś zespołu, co mu się udało, choć grał w nim na gitarze, a nie na basie. Kiedy go zobaczyłem, poczułem, że ma w sobie to coś. Kiedy zaczął grać, pomyślałem, że facet ma duszę. Chciał grać nie dla pieniędzy, sławy czy wyrywania panienek, a tylko z miłości do muzyki. Przez pewien czas trzymaliśmy go jednak w niepewności.”

### Demanufacture(1995)
W 1995 roku Fear Factory wydało drugi album długogrający pt. Demanufacture. Materiał łączący dynamikę techno z agresją metalu został okrzyknięty klasykiem prawie natychmiast. „Wiedzieliśmy, co chcemy osiągnąć, jak chcemy brzmieć. Wszyscy mieliśmy tę samą lub zbliżoną wizję nowego materiału. Nie podzielał jej jednak nasz producent Colin Richardson, więc go wywaliliśmy. Dla mnie Demanufacture jest jak Reign in Blood Slayera. Ta muzyka atakuje i zmienia podejście do muzyki u wielu ludzi. Chłopaki ze Slipknot powiedzieli mi, że słuchali tej płyty z religijnym skupieniem.” Album uzyskał status złotej płyty.

### Remanufacture(1997)
W 1997 roku Fear Factory wydało EP z remiksami utworów z płyty Demanufacture tytułując minialbum Remanufacture. Fabryka Strachu poszła jeszcze dalej w kierunku stylistyki techno. Album nie zyskał ciepłego przyjęcia przez fanów. Wielu obawiało się, że Fear Factory pójdzie jeszcze dalej w tym kierunku. W grudniu 1997 roku zespół otwierał koncerty reaktywowanej, legendarnej formacji Black Sabbath w Birmingham, co było efektem wcześniejszego gościnnego występu Burtona na solowym albumie Geezera Butlera pt. Plastic Planet. Występy te miały wybitnie nobilitujący charakter dla Fear Factory. Wcześniej w 1995 roku zagrali amerykańską i europejską trasę z Ozzym Osbourne’em. Dino: „To był prawdziwy zaszczyt. Na początku nie mogłem w to uwierzyć. Ale jak już uwierzyłem, to mogłem tylko powiedzieć – kurde. Było nam trudno, publika obrzucała nas różnymi śmieciami.” Burton: „Byliśmy chłodno przyjmowani – to było tak jakby ludzie mówili nam – OK, dzięki, a teraz niech wejdzie na scenę zespół.”

### Obsolete(1998)
W 1998 roku tradycyjnie, jak co 3 lata, Fear Factory wydało nowy pełnowymiarowy album zatytułowany Obsolete. Pomimo obaw odbiorców, muzycy grupy udowodnili, że dalej mają ciekawe pomysły na muzykę. Za produkcję odpowiadał tym razem całościowo Rhys Fulber. Zespół nagrał cover utworu „Cars” autorstwa Gary’ego Numana – lorda syntezatorów lat 80. – do którego został nekręcony teledysk. Piosenka była często nadawa w amerykańskich rozgłośniach radiowych, a klip emitowany w stacjach telewizyjnych (także w Polsce). „To ma związek z trasą promocyjną Demanufacture. Graliśmy tę piosenkę na koncertach i była świetnie przyjmowana. Tak więc kiedy nagrywaliśmy Obsolete, postanowiliśmy umieścić ten cover na stronie B singla.” W coverze śpiewa sam Numan. „Słyszał Remanufacture i polubił tę płytę. Nie zgadzam się z opinią, że nagrał z nami Cars, aby reanimować swoją karierę.” Dino i Burton zaprzeczają jakoby cover Cars był cyniczną próbą zapewnienia sobie wysokiej rotacji w stacjach radiowych. „Nie jesteśmy Orgy, wybierającym na pierwszy promocyjny utwór cudzy kawałek. Nie sądzę, by ktokolwiek myślał, że się sprzedajemy.” Na pierwszy singel z tego albumu wybrany został „Resurrection”, do którego także został nakręcony teledysk. Album zyskał złotą płytę w USA, sprzedając się w nakładzie ponad 500 tys. egzemplarzy, ale na niektórych rynkach – np. w Niemczech nie zyskał akceptacji. Z zapowiedzi wydania płyty z remiksami z Obsolete nic nie wyszło.

### Digimortal(2001)
W 2001 zespół wydał album pt. Digimortal, za produkcję którego ponownie odpowiedzialny był Rhys Fulber (choć zespół proponował pracę Bobowi Rockowi, który jednak odmówił). Płytę promował utwór „Linchpin” wraz z teledyskiem. W utworze „Back the fuck up” gościnny udział wziął raper B-Real z grupy hip-hopowej Cypress Hill. Pomimo udanego początku po premierze, ostatecznie album nie odniósł takiego sukcesu wydawniczego jak jego poprzednik. Pod koniec 2001 roku zespół wydał swoje pierwsze wydawnictwo DVD zatytułowane Digital Connectivity, na którym zespół zamieścił wszystkie swoje teledyski, wywiady, koncerty. Christian w wywiadzie powiedział, że nie lubi tego DVD, gdyż było ono podyktowane interesem wytwórni płytowej.

### Rozpad i odejście Dino Cazaresa (2002)
Na początku 2002 z zespołu odchodzi Burton Bell, twierdząc, że się już wypalił i nie ma ochoty współpracować z muzykami, zwłaszcza z Dino Cazaresem (wokalista skupił się wówczas na projekcie pobocznym wraz z Johnem Bechdelem, pod nazwą Ascension of the Watchers). Grupa Fear Factory ogłosiła zakończenie działalności. Zapoczątkowało to serię wywiadów z wzajemnymi roszczeniami i żalami pomiędzy Dino i resztą zespołu. Wytwórnia Roadrunner wydała album Concrete (2002), który właściwie był debiutem Fear Factory nagranym przez Rossa Robinsona, a w następnym roku album kompilacyjny Hatefiles (2003) z remiksami i piosenkami nigdy nie publikowanymi, czy mało znanymi. Stało się tak dzięki temu, że Olde Wolbers i Herrera powrócili do grania ze sobą w 2002 roku i położyli podstawy ku temu, co można nazwać powrotem Fear Factory. Cazares pozostał jednak na stałe poza składem, zaś Bell zainteresowany stworzonym materiałem znalazł się ponownie w zespole. Christian zamienił gitarę basową na rytmiczną a obowiązki basisty objął nowy członek, Byron Stroud z grupy Strapping Young Lad. W tym czasie Dino Cazares był członkiem grupy Asesino, a od 2007 roku stworzył nową formację Divine Heresy.

### Archetype(2004)
W nowym składzie grupa wydała 20 kwietnia 2004 album pt. Archetype. Wydawnictwo promowały teledyski do utworów „Cyberwaste”, „Archetype” i „Bite the Hand that Bleeds” (wykorzystany w filmie Piła). W warstwie przekazu teksty skupiały się coraz bardziej na tematyce „człowiek przeciw maszynie”. Zespół wziął udział w znaczących trasach koncertowych z grupami Lamb of God, Mastodon w USA i z Mnemic w Europie.

### Transgression(2005)
Już w rok później, 22 sierpnia 2005, premierę ma kolejny album pt. Transgression. Na płycie było więcej melodyjnego śpiewania i „połamanych” rytmów. Płyta została różnie przyjęta, w niektórych kręgach była krytykowana za „inność”, a w innych chwalona za odwagę i oryginalne rozwiązania. Album wyprodukował Toby Wright, a znalazły się na nim m.in. dwa covery: „I Will Follow” grupy U2, w którym wokal Bella wiernie przypomina głos Bono, oraz „Millennium” zespołu Killing Joke.

### Zawieszenie, inne projekty (2006–2008)
Pod koniec 2006 roku pomimo rozpoczęcia pracy nad nowymi utworami, grupa postanowiła o zawieszeniu działalności. Burton Bell zamierzał skupić się na projekcie Ascension of the Watchers, zaś Christian Olde Wolbers i Raymond Herrera stworzyli nową formację Arkaea.

### Mechanize(2010)
7 kwietnia 2009 roku Burton Bell oraz Dino Cazares ogłosili odnowienie przyjaźni i sformowanie nowego projektu, w którego skład weszli także basista Byron Stroud i perkusista Gene Hoglan. 28 kwietnia 2009 projekt ów ogłoszono jako nowe Fear Factory – tym samym z wyłączeniem Olde-Wolbersa i Herrery. W czerwcu 2009 obaj w wywiadzie przyznali, że uważają się nadal członkami FF i nikt z pozostałych nie kontaktował się z nimi w sprawie obecności w grupie. Z kolei Cazares stwierdził, że Bell pierwotnie chciał sformować grupę w klasycznym składzie, jednak Olde-Wolbers i Herrera odrzucili możliwość współpracy z Cazaresem. Zespół w połowicznie nowym składzie rozpoczął koncertowanie, a następnie nagrywanie nowego materiału na płytę. Została ona wydana 5 lutego 2010 jako Mechanize (wyprodukowany przez Rhysa Fulbera, wydany przez Candlelight Records / AFM Records), po czym grupa ruszyła w trasę „Fear Campaign Tour 2010” w USA.

### The Industrialist(2012)
W lutym 2012 roku skład grupy opuścił długoletni basista, Byron Stroud (odszedł do zespołu 3 Inches of Blood), a jego miejsce zajął były gitarzysta formacji Chimaira, Matt DeVries. 5 czerwca 2012 roku miał premierę kolejny album grupy, pt. The Industrialist, wyprodukowany ponownie przez Rhysa Fulbera i wydany przez wytwórnię Candlelight Records. Burton Bell określił płytę jako „album-koncept”.

## Stylistyka i wpływ
Grupa wykonuje szeroko rozumiany industrial metal. Jest uznawana za prekursorów łączenia (death) metalu z elektroniką. Od początku działalności, mimo ewolucji i progresji, jej styl jest rozpoznawany, zawiera oryginalne elementy i jest uważany za „jedyny w swoim rodzaju”. Muzyka formacji jest określana jako „cyber metal”. Na początku lat 90. XX wieku, ówczesny wokalista formacji Sepultura, Max Cavalera stwierdził: „Widziałem przyszłość death metalu. Jej imię to Fear Factory”, co może stanowić niejako przepowiednię dla dokonań i twórczości zespołu.
W warstwie tekstowej liryki grupy dotyczyły od początku tematyki science fiction. Poza tym często przekaz oscylował wokół dziedzin: religia, wojna i korporacjonizm. Częstym wątkiem jest problem „człowiek przeciw maszynie”. Cechą charakterystyczną szaty graficznej wydawnictw grupy jest zawarcie w grafice okładek dwóch liter F w różnej formie.
Do inspiracji grupą przyznawało się wielu muzyków, wyrazili to m.in. Robb Flynn z Machine Head, Mark Hunter z Chimaira, Mike Sarkisyan ze Spineshank. Ponadto wpływ FF wymienili w swojej twórczości grupy Disturbed, Static-X czy Coal Chamber. Muzyka zespołu wywarła wpływ także na później powstające formacje: Mnemic, Scarve, Stiff Valentine, Sybreed, Threat Signal.

## Muzycy
Obecny skład zespołu

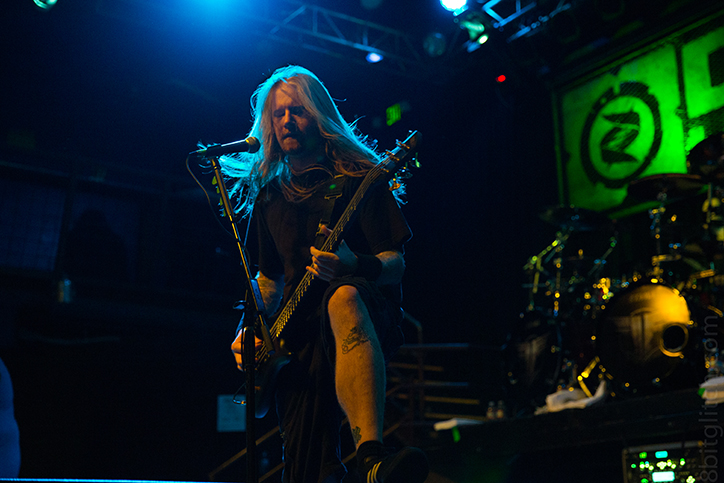
Matt DeVries, 2013

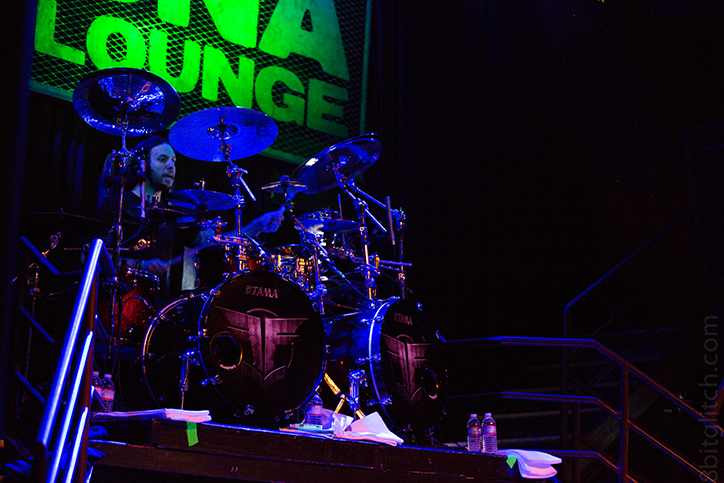
Mike Heller, 2013

- Milo Silvestro – wokal prowadzący (od 2023)
- Dino Cazares – gitara elektryczna, wokal wspierający (1989-2002, od 2009)
- Mike Heller – perkusja (od 2012)
- Tony Campos – gitara basowa, wokal wspierający (od 2015)

Byli członkowie zespołu
- Dave Gibney – gitara basowa, wokal wspierający (1989–1991)
- Andy Romero – gitara basowa, wokal wspierający (1991)
- Andrew Shives – gitara basowa, wokal wspierający (1991–1992)
- Raymond Herrera – perkusja (1989–2008)
- Christian Olde Wolbers – gitara basowa, wokal wspierający (1993–2002), gitara (2002–2008)
- Gene Hoglan – perkusja (2009–2012)
- Byron Stroud – gitara basowa, wokal wspierający (2003–2012)
- Matt DeVries – gitara basowa, wokal wspierający (2012–2015)
- Burton Bell – wokal prowadzący (1989-2023)

Muzycy koncertowi
- John Bechdel – instrumenty klawiszowe, sample (1998–2004)
- Steve Tushar – instrumenty klawiszowe, sample (1996–1997, 2004–2005)
- John Morgan – instrumenty klawiszowe, sample (1997)
- Jessie Sanchez – gitara basowa (2014)

Muzycy sesyjni
- Reynor Diego – instrumenty klawiszowe, sample (1991–1995)
- Rhys Fulber – instrumenty klawiszowe, sample (1993–2004, od 2009)
- John Sankey – programowanie (2012)

## Dyskografia

### Albumy studyjne
| Soul of a New Machine          | - Data: 25 sierpnia 1992 - Wydawca: Roadrunner Records | –  | –  | –  | –  | –   | –  | –  | –  | - USA: 91 tys.+  |                                        |
| Demanufacture                  | - Data: 13 czerwca 1995 - Wydawca: Roadrunner Records  | –  | –  | –  | –  | 27  | 53 | 31 | –  | - USA: 240 tys.+ | - AUS: złota płyta - UK: srebrna płyta |
| Obsolete                       | - Data: 28 lipca 1998 - Wydawca: Roadrunner Records    | 77 | 14 | 24 | 36 | 20  | 32 | 12 | 28 |                  | - USA: złota płyta - AUS: złota płyta  |
| Digimortal                     | - Data: 24 kwietnia 2001 - Wydawca: Roadrunner Records | 32 | 10 | 26 | 25 | 24  | 60 | 11 | 31 | - USA: 156 tys.+ |                                        |
| Archetype                      | - Data: 19 kwietnia 2004 - Wydawca: Liquid 8 Records   | 30 | 18 | 25 | 30 | 41  | 52 | 26 | 47 | - USA: 96 tys.+  |                                        |
| Transgression                  | - Data: 24 sierpnia 2005 - Wydawca: Calvin Records     | 45 | 26 | 44 | 38 | 77  | 54 | 37 | 56 | - USA: 19 tys.+  |                                        |
| Mechanize                      | - Data: 5 lutego 2010 - Wydawca: Candlelight Records   | 72 | 24 | 46 | 31 | 133 | 87 | 31 | 51 | - USA: 17 tys.+  |                                        |
| The Industrialist              | - Data: 5 czerwca 2012 - Wydawca: Candlelight Records  | 38 | –  | 56 | 23 | 106 | –  | 27 | –  | - USA: 13 tys.+  |                                        |
| Genexus                        | - Data: 7 sierpnia 2015 - Wydawca: Nuclear Blast       | 37 | 15 | 25 | 25 | 31  | 34 | 17 | –  | - USA: 10 tys.+  |                                        |
| „–” pozycja nie była notowana. |                                                        |    |    |    |    |     |    |    |    |                  |                                        |

### Remiks albumy
| Tytuł         | Dane dot. albumu                                   | Pozycja na liście | Pozycja na liście | Pozycja na liście | Pozycja na liście | Pozycja na liście |
| Tytuł         | Dane dot. albumu                                   | USA               | AUS               | UK                | NZL               | GER               |
| ------------- | -------------------------------------------------- | ----------------- | ----------------- | ----------------- | ----------------- | ----------------- |
| Remanufacture | - Data: 21 maja 1997 - Wydawca: Roadrunner Records | 158               | 33                | 22                | 47                | 93                |

### Minialbumy
| Fear Is the Mindkiller         | - Data: 14 kwietnia 1993 - Wydawca: Roadrunner Records | –  | –  |
| Burn                           | - Data: 1997 - Wydawca: Roadrunner Records             | –  | 97 |
| The Gabber Mixes               | - Data: 1997 - Wydawca: Mokum Records                  | –  | –  |
| Resurrection                   | - Data: 14 września 1998 - Wydawca: Roadrunner Records | 89 | 98 |
| Live on the Sunset Strip       | - Data: 9 sierpnia 2005 - Wydawca: Calvin Records      | –  | –  |
| „–” pozycja nie była notowana. |                                                        |    |    |

### Dema
| Tytuł    | Dane dot. albumu                                    | Pozycja na liście |
| Tytuł    | Dane dot. albumu                                    | UK                |
| -------- | --------------------------------------------------- | ----------------- |
| Concrete | - Data: 30 lipca 2002 - Wydawca: Roadrunner Records | 190               |

### Kompilacje
| Tytuł                                        | Dane dot. albumu                                       |
| -------------------------------------------- | ------------------------------------------------------ |
| Hatefiles                                    | - Data: 8 kwietnia 2003 - Wydawca: Roadrunner Records  |
| The Best of Fear Factory                     | - Data: 11 września 2006 - Wydawca: Roadrunner Records |
| The Complete Roadrunner Collection 1992–2001 | - Data: 9 listopada 2012 - Wydawca: Roadrunner Records |

### Albumy wideo
| Tytuł                | Dane dot. albumu                                      |
| -------------------- | ----------------------------------------------------- |
| Digital Connectivity | - Data: 18 grudnia 2001 - Wydawca: Roadrunner Records |

### Single
| „Replica”                        | 1995 | –  | –  | –  | Demanufacture     |
| „Dog Day Sunrise”                | 1995 | –  | –  | 99 | Demanufacture     |
| „Shock”                          | 1998 | 38 | 16 | –  | Obsolete          |
| „Edgecrusher”                    | 1998 | –  | –  | –  | Obsolete          |
| „Resurrection”                   | 1998 | –  | –  | 98 | Obsolete          |
| „Descent”                        | 1998 | –  | 38 | –  | Obsolete          |
| „Cars”                           | 1999 | 38 | –  | 57 | Obsolete          |
| „Linchpin”                       | 2001 | –  | 31 | 85 | Digimortal        |
| „Invisible Wounds (Dark Bodies)” | 2001 | –  | –  | –  | Digimortal        |
| „Cyberwaste”                     | 2004 | –  | –  | –  | Archetype         |
| „Archetype”                      | 2004 | –  | –  | –  | Archetype         |
| „Bite the Hand That Bleeds”      | 2004 | –  | –  | –  | Archetype         |
| „Supernova”                      | 2005 | –  | –  | –  | Transgression     |
| „Moment of Impact”               | 2005 | –  | –  | –  | Transgression     |
| „Transgression”                  | 2006 | –  | –  | –  | Transgression     |
| „Powershifter”                   | 2009 | –  | –  | –  | Mechanize         |
| „Fear Campaign”                  | 2010 | –  | –  | –  | Mechanize         |
| „Final Exit”                     | 2010 | –  | –  | –  | Mechanize         |
| „Recharger”                      | 2012 | –  | –  | –  | The Industrialist |
| „New Messiah”                    | 2012 | –  | –  | –  | The Industrialist |
| „The Industrialist”              | 2012 | –  | –  | –  | The Industrialist |
| „–” singel nie był notowany.     |      |    |    |    |                   |

## Teledyski
| Tytuł                       | Rok  | Reżyseria                 |
| --------------------------- | ---- | ------------------------- |
| „Replica”                   | 1995 | Bill Ward                 |
| „Resurrection”              | 1999 | William Morrison          |
| „Cars”                      | 1999 | William Morrison          |
| „Linchpin”                  | 2002 | Thomas Mignone            |
| „Cyberwaste”                | 2004 | Dale Resteghini           |
| „Archetype”                 | 2004 | Cesario Montano           |
| „Bite the Hand That Bleeds” | 2004 | Eric Chase                |
| „Transgression”             | 2006 | Michael Sarna             |
| "Fear Campaign"             | 2010 | Ian McFarland, Mike Pecci |
| "Powershifter"              | 2010 | Myles Dyer                |
| „The Industrialist”         | 2012 | James Zahn                |
| „Dielectric”                | 2015 | Ramon Boutsiveth          |
| „Expiration Date”           | 2016 |                           |

## Nagrody i wyróżnienia
| Rok  | Kategoria                      | Tytułem      | Nagroda                         | Nota      | Źródło |
| ---- | ------------------------------ | ------------ | ------------------------------- | --------- | ------ |
| 2008 | Dimebag Darrell Shredder Award | Dino Cazares | Metal Hammer Golden Gods Awards | Nominacja | [ 37 ] |
| 2010 | Dimebag Darrell Shredder Award | Dino Cazares | Metal Hammer Golden Gods Awards | Nominacja | [ 38 ] |
| 2012 | Dimebag Darrell Shredder Award | Dino Cazares | Metal Hammer Golden Gods Awards | Nominacja | [ 39 ] |
| 2012 | Icon                           | Fear Factory | Metal Hammer Golden Gods Awards | Laur      | [ 40 ] |